# کارتولیا ۷۸۱

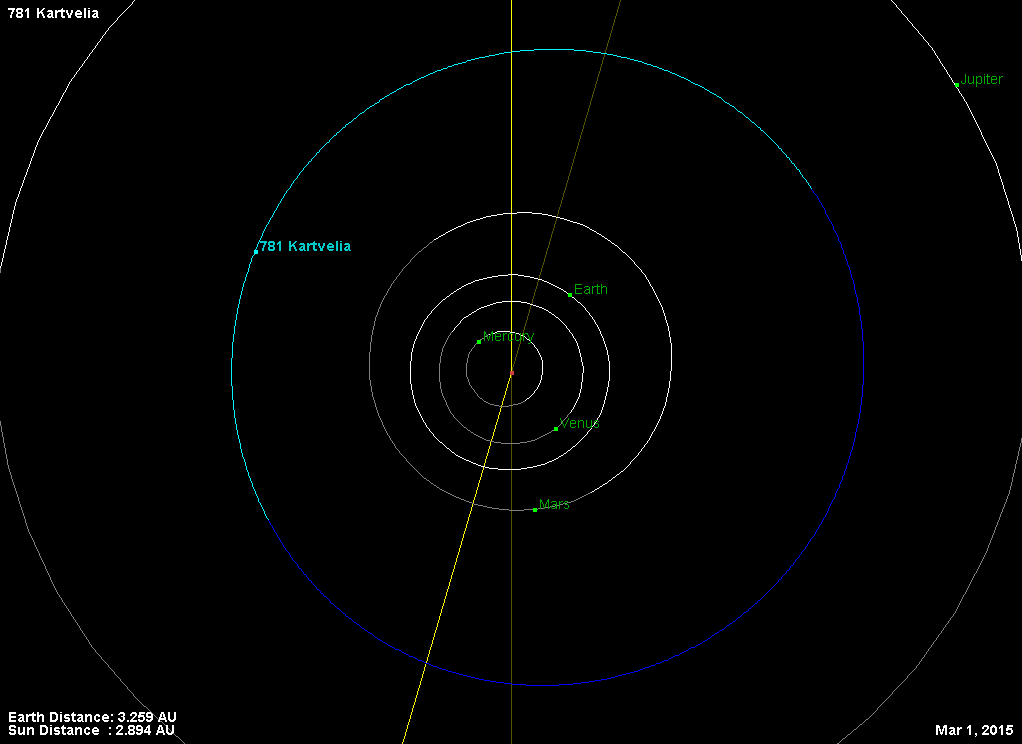
نمایی از محل قرارگیری سیارک کارتولیا ۷۸۱ در مدار - ۲۰۱۵

کارتْوِلیا ۷۸۱ (به انگلیسی: 781 Kartvelia، نامگذاری:1914UF) هفتصد و هشتاد و یکمین سیارک کشف شده‌است که در ۲۵ ژانویه ۱۹۱۴ و در رصدخانه سایمیز کشف شد.
قدر مطلق سیارک برابر ۹٫۴۰ است.